# Howth Head Coast SPA
Howth Head Coast SPA este o arie protejată (arie de protecție specială avifaunistică — SPA) din Irlanda întinsă pe o suprafață de 207,73 ha, integral pe uscat.

## Localizare
Centrul sitului Howth Head Coast SPA este situat la coordonatele 53°22′34″N 6°02′45″W / 53.376053°N 6.045713°V.

## Înființare
Situl Howth Head Coast SPA a fost declarat arie de protecție specială avifaunistică în mai 2008 pentru a proteja 5 specii de animale.

## Biodiversitate
Situată în ecoregiunea atlantică, aria protejată nu include niciun habitat protejat.
La baza desemnării sitului se află mai multe specii protejate de  păsări (5): alca (Alca torda), șoim călător (Falco peregrinus), Fulmarus glacialis, Rissa tridactyla, Uria aalge.
Pe lângă speciile protejate, pe teritoriul sitului au mai fost identificate 5 specii de păsări.